# Saint-Germain-lès-Corbeil
Pour les articles homonymes, voir Saint-Germain.
Saint-Germain-lès-Corbeil (prononcé [sɛ̃ ʒɛʁmɛ̃ lɛ kɔʁbɛj] ) est une commune française située à vingt-neuf kilomètres au sud-est de Paris dans le département de l'Essonne en région Île-de-France. Elle est le chef-lieu du canton de Saint-Germain-lès-Corbeil.
Ses habitants sont appelés les Saint-Germinois.

## Géographie

### Description

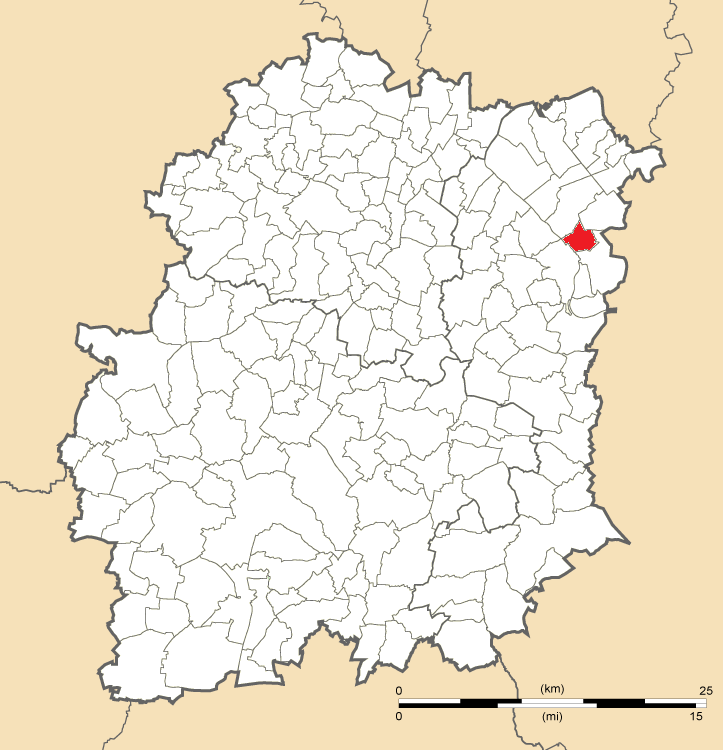
Position de Saint-Germain-lès-Corbeil en Essonne.

Sur la rive droite de la Seine, dans une région géographique communément appelée Brie française, Saint-Germain-lès-Corbeil est située à la limite de ce plateau et de la vallée de la Seine.
Saint-Germain-lès-Corbeil est située à vingt-neuf kilomètres au sud-est de Paris, quatre kilomètres au sud-est d'Évry-Courcouronnes, deux kilomètres au nord-est de Corbeil-Essonnes, seize kilomètres au sud-est de Montlhéry, dix-huit kilomètres au nord-est d'Arpajon, dix-huit kilomètres au nord-est de La Ferté-Alais, vingt et un kilomètres au sud-est de Palaiseau, vingt-quatre kilomètres au nord-est de Milly-la-Forêt, trente-deux kilomètres au nord-est d'Étampes, trente-sept kilomètres au nord-est de Dourdan.
La ville, desservie par la Francilienne (RN 104) et la RD 448 qui longe la Seine dispose des transports en commun suivants :
- T Zen (Gare de Lieusaint-Moissy (77) - gare de Corbeil-Essonnes (91)) : ligne de bus en site propre sur une grande partie du parcours ;
- Lignes intercommunales exploitées par la société des Cars Sœur.

### Hydrographie
La commune est limitée à l'ouest  par la Seine. Le Ru des Prés-Hauts s'y jette..

### Climat
Pour des articles plus généraux, voir Climat de l'Île-de-France et Climat de l'Essonne.
En 2010, le climat de la commune est de type climat océanique dégradé des plaines du Centre et du Nord, selon une étude du CNRS s'appuyant sur une série de données couvrant la période 1971-2000. En 2020, Météo-France publie une typologie des climats de la France métropolitaine dans laquelle la commune est exposée à un climat océanique altéré et est dans la région climatique Sud-ouest du bassin Parisien, caractérisée par une faible pluviométrie, notamment au printemps (120 à 150 mm) et un hiver froid (3,5 °C).
Pour la période 1971-2000, la température annuelle moyenne est de 11,1 °C, avec une amplitude thermique annuelle de 15,2 °C. Le cumul annuel moyen de précipitations est de 663 mm, avec 11 jours de précipitations en janvier et 7,8 jours en juillet. Pour la période 1991-2020, la température moyenne annuelle observée sur la station météorologique la plus proche, située sur la commune de Seine-Port à 9 km à vol d'oiseau, est de 11,3 °C et le cumul annuel moyen de précipitations est de 673,1 mm,. Pour l'avenir, les paramètres climatiques de la commune estimés pour 2050 selon différents scénarios d'émission de gaz à effet de serre sont consultables sur un site dédié publié par Météo-France en novembre 2022.

## Urbanisme
| Type d’occupation           | Pourcentage | Superficie (en hectares) |
| --------------------------- | ----------- | ------------------------ |
| Espace urbain construit     | 55,5 %      | 216,50                   |
| Espace urbain non construit | 14,7 %      | 57,54                    |
| Espace rural                | 29,8 %      | 116,36                   |
| Source : Iaurif             |             |                          |

La commune intègre la ville nouvelle de Melun-Sénart en 1973 (elle en sortira en 1983). Les quartiers du Pré Saint Germain (promoteur: Kaufman & Broad), du Val fleuri, de Champ Clair ou encore du Val de Rochefort sortent de terre à cette époque. La commune se dote alors d'un véritable appareil commercial avec la réalisation du centre commercial de la Croix Verte, ainsi que d'un collège et de deux écoles supplémentaires (l'ancienne école est par ailleurs déplacée et agrandie pour permettre l'accueil des nouveaux écoliers).
Ainsi, entre les recensements de 1968 et 1975, la commune voit sa population multiplier par sept, passant de 600 habitants à plus de 4000, sept ans plus tard.

### Typologie
Au 1er janvier 2024, Saint-Germain-lès-Corbeil est catégorisée grand centre urbain, selon la nouvelle grille communale de densité à sept niveaux définie par l'Insee en 2022.
Elle appartient à l'unité urbaine de Paris, une agglomération inter-départementale regroupant 407  communes, dont elle est une commune de la banlieue,,. Par ailleurs la commune fait partie de l'aire d'attraction de Paris, dont elle est une commune du pôle principal,. Cette aire regroupe 1 929 communes,.

### Lieux-dits, écarts et quartiers
- Champs Dolent
- Champs Clair
- Val Coquatrix
- Le Clos au Merle
- Résidence Windsor
- Le parc des Chevreaux
- Mauperthuis
- Le Domaine du Golf
- Croix-Verte
- Vieux Saint-Germain

## Toponymie
Attestée sous les formes Corboilus vicus, Sanctus Germanus Veteris Corbolii, Saint Germain fauxbourg de Corbeil en 1709.
L'abbé Lebeuf, auteur de l'histoire de la Ville et du Diocèse de Paris écrivait dans les années 1883 / 1893, que Saint-Germain-lès-Corbeil existait dès le VIe siècle.
En 800, on l'appelait Corboilus ou Corboilum qui devint veteri Corboïlo (« Le Vieux Corbeil ») lorsqu'un « nouveau » Corbeil (junius Corboïlum) fut bâti de l'autre côté de la Seine. Plus tard, le village prit le nom de Sanctus Germanus Veteris Corbolu, en référence à saint Germain (494-576), évêque de Paris, qui y posséda des terres.
La forme usuelle de Saint-Germain-lès-Corbeil résulte des évolutions de Saint-Germain-le-Vieil-Corbeil, Saint-Germain-le-Vieux-Corbeil, et plus récemment, Saint-Germain-lez-Corbeil.
En toponymie, le terme lès (avec accent) est un dérivé du latin latus (près de).
Durant la Révolution, la commune fut appelée Vieux-Corbeil et fut créée en 1793 sous son nom actuel.

## Histoire
Le territoire de la commune fut occupé dès le Néolithique comme l'atteste la découverte en 1906 de l'allée couverte des Champs-Dolents, désormais détruite.
Le premier château connu date de 1312, et fut construit par Geoffroy Coquatrix, riche et important bourgeois de Paris, échanson du roi Philippe-le-bel. Le château subit, au cours des décennies, plusieurs réparations et transformations jusqu'à sa destruction en 1590. En effet, pendant les guerres de Religion, lors du siège de Corbeil, Alexandre Farnèse, duc de Parme, occupe le château et en se retirant, le brûle...
Il est reconstruit en 1620 par Nicolas Thibeuf, nouveau seigneur du Val-Coquatrix. Son fils et petit-fils le conserveront. Au cours du XVIIIe siècle, il deviendra propriété de la famille de Brétignières.
Au XIXe siècle, le domaine est acheté par Aymé Stanislas Darblay, industriel de Corbeil et député. En 1846, le nouveau propriétaire construit le château actuel, resté dans la famille jusqu'à nos jours.
Lors de la Seconde Guerre mondiale, le 13 août 1944, lors des combats de la Libération de la France, un bombardier allié qui venait de participer au raid sur Corbeil s'est écrasé près de la ferme de Villouvette, tuant l'équipage
Jusqu'à la fin des années soixante, Saint-Germain-lès-Corbeil est restée un village essentiellement rural. Dépourvue de liaison ferroviaire sur son territoire, la commune n'a pas été concernée par le développement industriel de sa voisine Corbeil, ni même par l'émergence des lotissements pavillonnaires (type pavillon loi Loucheur) du début du XXe siècle dans bon nombre de communes de la banlieue parisienne, et de l'Essonne (Athis-Mons, Savigny-sur-Orge, Ris-Orangis, Quincy-sous-Sénart, Brunoy...). La population s'est stabilisée autour de 600 habitants pendant plusieurs décennies.
À partir de 1970, sous l'impulsion du maire Stanislas Darblay (élu en 1968), la commune se métamorphose. De nombreuses surfaces agricoles sont vendues pour y réaliser des lotissements pavillonnaires standardisés à l'américaine. C'est l'époque de l'avènement de l'automobile et de la propriété privée: la qualité de la desserte ferroviaire n'est plus un impératif de développement urbain dans la mesure où la plupart des foyers possèdent une, voire deux voitures. Par ailleurs, les habitants cherchent de plus en plus la présence de grands espaces. Les villes n'ont plus la cote (en témoignent les pertes spectaculaires d'habitants entre 1968 et 1982 des communes de Paris, Lyon, Marseille, etc. et même de certaines villes de banlieue, anciennement urbanisées). Les Français aspirent désormais à posséder un pavillon et un jardin, loin des désagréments de la ville.
La commune intègre la ville nouvelle de Melun-Sénart en 1973, mais en sort en 1983.

## Politique et administration

### Rattachements administratifs et électoraux

#### Rattachements administratifs
Antérieurement à la loi du 10 juillet 1964, la commune faisait partie du département de Seine-et-Oise. La réorganisation de la région parisienne en 1964 fit que la commune appartient désormais au département de l'Essonne et à son arrondissement d'Évry après un transfert administratif effectif au 1er janvier 1968.
Elle faisait partie de 1793 à 1975 du Canton de Corbeil-Essonnes de Seine-et-Oise, puis de l'Essonne, année où est créé par le décret du 7 décembre 1975 le canton de Saint-Germain-lès-Corbeil dont la ville est le chef-lieu. Dans le cadre du redécoupage cantonal de 2014 en France, cette circonscription administrative territoriale a disparu, et le canton n'est plus qu'une circonscription électorale.

#### Rattachements électoraux
Pour les élections départementales, la commune est membre depuis 2014 du canton de Draveil.
Pour l'élection des députés, elle fait partie de la neuvième circonscription de l'Essonne.

### Intercommunalité
Saint-Germain-lès-Corbeil était membre de la communauté d'agglomération Seine-Essonne, un établissement public de coopération intercommunale (EPCI) à fiscalité propre créé fin 2002 et auquel la commune avait transféré un certain nombre de ses compétences, dans les conditions déterminées par le code général des collectivités territoriales.
Dans le cadre de la mise en œuvre de la loi MAPAM du 27 janvier 2014, qui prévoit la généralisation de l'intercommunalité à l'ensemble des communes et la création d'intercommunalités de taille importante, notamment en seconde couronne de l'agglomération parisienne, cette intercommunalité a fusionné avec ses voisines pour former, le 1er janvier 2016, la communauté d'agglomération Grand Paris Sud dont est désormais membre la commune.

### Tendances politiques et résultats
Élections présidentielles, résultats des deuxièmes tours :
- Élection présidentielle de 2002 : 86,90 % pour Jacques Chirac (RPR), 13,10 % pour Jean-Marie Le Pen (FN), 84,98 % de participation[18].
- Élection présidentielle de 2007 : 64,20 % pour Nicolas Sarkozy (UMP), 35,80 % pour Ségolène Royal (PS), 89,67 % de participation[19].
- Élection présidentielle de 2012 : 60,05 % pour Nicolas Sarkozy (UMP), 39,95 % pour François Hollande (PS), 86,00 % de participation[20].
- Élection présidentielle de 2017 : 70,66 % pour Emmanuel Macron (LREM), 29,34 % pour Marine Le Pen (FN), 79,29 % de participation.

Élections législatives, résultats des deuxièmes tours :
- Élections législatives de 2002 : 67,71 % pour Georges Tron (UMP), 32,29 % pour Florence Léon-Ploquin (PS), 66,81 % de participation[21].
- Élections législatives de 2007 : 66,93 % pour Georges Tron (UMP), 33,07 % pour Thierry Mandon (PS), 60,35 % de participation[22].
- Élections législatives de 2012 : 51,44 % pour Georges Tron (UMP), 48,56 % pour Thierry Mandon (PS), 57,48 % de participation[23].
- Élections législatives de 2017 : 54,62 % pour Marie Guévenoux (LREM), 45,38 % pour Véronique Carantois (LR), 44,05 % de participation.

Élections européennes, résultats des deux meilleurs scores :
- Élections européennes de 2004 : 21,74 % pour Patrick Gaubert (UMP), 21,05 % pour Harlem Désir (PS), 48,85 % de participation[24].
- Élections européennes de 2009 : 39,49 % pour Michel Barnier (UMP), 20,60 % pour Daniel Cohn-Bendit (Europe Écologie), 46,79 % de participation[25].
- Élections européennes de 2014 : 25,14 % pour Alain Lamassoure (UMP), 24,13 % pour Aymeric Chauprade (FN), 47,82 % de participation[26].
- Élections européennes de 2019 : 26,92 % pour Nathalie Loiseau (LREM), 19,33 % pour Jordan Bardella (RN), 53,84 % de participation.

Élections régionales, résultats des deux meilleurs scores :
- Élections régionales de 2004 : 51,07 % pour Jean-François Copé (UMP), 40,10 % pour Jean-Paul Huchon (PS), 71,20 % de participation[27].
- Élections régionales de 2010 : 54,42 % pour Valérie Pécresse (UMP), 45,58 % pour Jean-Paul Huchon (PS), 50,43 % de participation[28].
- Élections régionales de 2015 : 52,19 % pour Valérie Pécresse (LR), 28,74 % pour Claude Bartolone (PS), 60,67 % de participation.

Élections cantonales et départementales, résultats des deuxièmes tours :
- Élections cantonales de 2001 : données manquantes.
- Élections cantonales de 2008 : 47,26 % pour François Fuseau (UMP), 31,81 % pour Romain Desforges (PS), 63,25 % de participation[29].
- Élections départementales de 2015 : 64,16 % pour Aurélie Gros et Georges Tron (UMP), 35,84 % pour Rachida Ferhat (PS) et Jean-Marc Pasquet (EELV), 46,76 % de participation.

Élections municipales :
- Lors du second tour des élections municipales de 2008 dans l'Essonne, la liste DVD menée par le maire sortant remporte la majorité absolue des suffrages exprimés, avec 1 770 voix (54,44 %, 23 conseillers municipaux élus), devançant largement celle également DVD menée par Yann Pétel (1 481 voix,	45,56 %, 6 conseillers municipaux élus).
Lors de ce scrutin, 34,90 % des électeurs se sont abstenus[30].

- Lors du second tour des Élections municipales de 2014, la liste DVD menée par Yann Pétel obtient la majorité absolue des suffrages exprimés, avec 1 980 voix (59,90 %; 23 conseillers municipaux élus dont 6 communautaires), battant très largement celle DVD du maire sortant Jean-Pierre Marcelin (1 325 voix, 40,09 %, 6 conseillers municipaux élus dont 1 communautaire).
Lors de ce scrutin, 35,00 % des électeurs se sont abstenus[31].

- Lors du premier tour des élections municipales de 2020 dans l'Essonne, la liste DVD menée par le maire sortant Yann Pétel obtient la majorité absolue des suffrages exprimés, avec 1 507 voix (83,07 %, 27 conseillers municipaux élus dont 1 communautaire), devançant très largement celle DIV menée par Jacques Demeure (307 voix, 16,92 %, 2 conseillers municipaux élus).
Lors de ce scrutin, marqué par la pandémie de Covid-19 en France, 63,72 % des électeurs se sont abstenus[32]

Référendums :
- Référendum de 2000 relatif au quinquennat présidentiel  77,74 % pour le Oui, 22,26 % pour le Non, 35,68 % de participation[33]:.
- Référendum de 2005 relatif au traité établissant une Constitution pour l'Europe : 60,83 % pour le Oui, 39,17 % pour le Non, 76,38 % de participation[34].

### Liste des maires
| Période                                  | Période   | Identité                        | Étiquette           | Qualité |
| ---------------------------------------- | --------- | ------------------------------- | ------------------- | --- |
| Les données manquantes sont à compléter. |           |                                 |                     | |
| 1790                                     | 1791      | Jean Baptiste Cousin            |                     | |
| 1791                                     | 1795      | Jean Louis Rabasse              |                     | |
| 1795                                     | 1800      | Charles Haquet                  |                     | |
| 1800                                     | 1808      | Gabriel Joseph Masson           |                     | |
| 1808                                     | 1810      | Charles Paul Reant              |                     | |
| 1810                                     | 1829      | Jacques Georges de Joussineau   |                     | |
| 1829                                     | 1837      | Stanislas Accart                |                     | |
| 1837                                     | 1846      | Samuel Augustin Nouette-Delorme |                     | |
| 1846                                     | 1854      | Louis Michel Gandille           |                     | |
| mai 1854                                 | 1879      | Aymé Stanislas Darblay          | Majorité dynastique | Industriel, censeur de la Banque de France Député de Seine-et-Oise (1852 → 1870)                                                                       |
| 1879                                     | 1885      | Charles Beranger                |                     | |
| 1885                                     | 1908      | Paul Darblay                    |                     | |
| 1908                                     | 1919      | Charles Coeuret                 |                     | |
| 1919                                     | mai 1968  | Robert Darblay (1883-1968)      |                     | Fabricant de papier, régent de la Banque de France |
| mai 1968                                 | mai 2000  | Stanislas Darblay (1912-2000)   | RPR                 | Industriel, ingénieur Fils du précédent Démissionnaire                                                                                                 |
| mai 2000                                 | mars 2001 | Norbert Le Nigen                | RPR                 | |
| mars 2001                                | mars 2014 | Jean-Pierre Marcelin (1934- )   | DVD                 | Cadre retraité d'Aéroports de paris Vice-président de la CA Seine-Essonne (2008 → 2014)                                                                |
| mars 2014                                | En cours  | Yann Pétel (1958- )             | UMP puis LR         | Gérant de portefeuilles Vice-président de la CA Grand Paris Sud (2020 → ) Conseiller départemental de Draveil (2021 → ) Réélu pour le mandat 2020-2026 |

### Jumelages
| Saint-Germain-lès-Corbeil Rosbach vor · der Höhe Wroughton |

Saint-Germain-lès-Corbeil a développé des associations de jumelage avec :
- Rosbach vor der Höhe (Allemagne) depuis 1995, en allemand Rosbach vor der Höhe, située à 486 kilomètres[40].
- Wroughton (Royaume-Uni) depuis 1987, en anglais Wroughton, située à 445 kilomètres[41].

## Population et société

### Démographie

#### Évolution démographique
L'évolution du nombre d'habitants est connue à travers les recensements de la population effectués dans la commune depuis 1793. Pour les communes de moins de 10 000 habitants, une enquête de recensement portant sur toute la population est réalisée tous les cinq ans, les populations de référence des années intermédiaires étant quant à elles estimées par interpolation ou extrapolation. Pour la commune, le premier recensement exhaustif entrant dans le cadre du nouveau dispositif a été réalisé en 2007.

En 2022, la commune comptait 7 471 habitants, en évolution de −0,08 % par rapport à 2016 (Essonne : +2,89 %, France hors Mayotte : +2,11 %).
| 1793 | 1800 | 1806 | 1821 | 1831 | 1836 | 1841 | 1846 | 1851 |
| ---- | ---- | ---- | ---- | ---- | ---- | ---- | ---- | ---- |
| 319  | 317  | 340  | 341  | 381  | 366  | 422  | 381  | 405  |

| 1856 | 1861 | 1866 | 1872 | 1876 | 1881 | 1886 | 1891 | 1896 |
| ---- | ---- | ---- | ---- | ---- | ---- | ---- | ---- | ---- |
| 400  | 445  | 487  | 526  | 567  | 544  | 605  | 581  | 620  |

| 1901 | 1906 | 1911 | 1921 | 1926 | 1931 | 1936 | 1946 | 1954 |
| ---- | ---- | ---- | ---- | ---- | ---- | ---- | ---- | ---- |
| 573  | 620  | 652  | 555  | 548  | 562  | 508  | 514  | 544  |

| 1962 | 1968 | 1975  | 1982  | 1990  | 1999  | 2006  | 2007  | 2012  |
| ---- | ---- | ----- | ----- | ----- | ----- | ----- | ----- | ----- |
| 563  | 650  | 4 379 | 4 462 | 6 141 | 7 051 | 7 161 | 7 177 | 7 310 |

| 2017  | 2022  | - | - | - | - | - | - | - |
| ----- | ----- | - | - | - | - | - | - | - |
| 7 493 | 7 471 | - | - | - | - | - | - | - |

#### Pyramide des âges
En 2018, le taux de personnes d'un âge inférieur à 30 ans s'élève à 37,0 %, soit en dessous de la moyenne départementale (39,9 %). À l'inverse, le taux de personnes d'âge supérieur à 60 ans est de 23,7 % la même année, alors qu'il est de 20,1 % au niveau départemental.
En 2018, la commune comptait 3 611 hommes pour 3 873 femmes, soit un taux de 51,75 % de femmes, légèrement supérieur au taux départemental (51,02 %).
Les pyramides des âges de la commune et du département s'établissent comme suit.
| Hommes | Classe d’âge | Femmes |
| ------ | ------------ | ------ |
| 0,3    | 90 ou +      | 1,0    |
| 5,9    | 75-89 ans    | 7,8    |
| 15,9   | 60-74 ans    | 16,5   |
| 21,3   | 45-59 ans    | 21,6   |
| 17,1   | 30-44 ans    | 18,6   |
| 17,4   | 15-29 ans    | 16,8   |
| 22,2   | 0-14 ans     | 17,8   |

| Hommes | Classe d’âge | Femmes |
| ------ | ------------ | ------ |
| 0,5    | 90 ou +      | 1,4    |
| 5,4    | 75-89 ans    | 7,2    |
| 12,9   | 60-74 ans    | 13,9   |
| 20     | 45-59 ans    | 19,4   |
| 19,9   | 30-44 ans    | 20,1   |
| 20     | 15-29 ans    | 18,2   |
| 21,3   | 0-14 ans     | 19,8   |

### Enseignement
Les élèves de Saint-Germain-lès-Corbeil sont rattachés à l'académie de Versailles.
En 2010, la commune dispose sur son territoire des écoles primaires de la Croix Verte, des Prés Hauts et du Champ Dolent et du collège de la Tuilerie.

### Sports
Le Football Club Saint-Germain - Saint-Pierre est le club emblématique de la ville. Il est l'association des villes de Saint-Germain-lès-Corbeil et de Saint-Pierre-du-Perray. Le club a été fondé en 1972 et évolue au niveau départemental.
Une partie du golf de Saint-Germain-lès-Corbeil se trouve sur le territoire communal.

### Santé
La commune dispose sur son territoire de l'établissement d'hébergement pour personnes âgées dépendantes la Fontaine Médicis[réf. nécessaire].

### Autres services publics
En 2011, la commune dispose sur son territoire d'un  bureau de poste.
En 2019 est lancé le chantier d'une nouvelle caserne  de Gendarmerie nationale située près de la Francilienne destinée à accueillir en 2021 la brigade de Saint-Pierre-du-Perray ainsi que les militaires de la brigade motorisée de Corbeil-Essonnes

### Lieux de culte

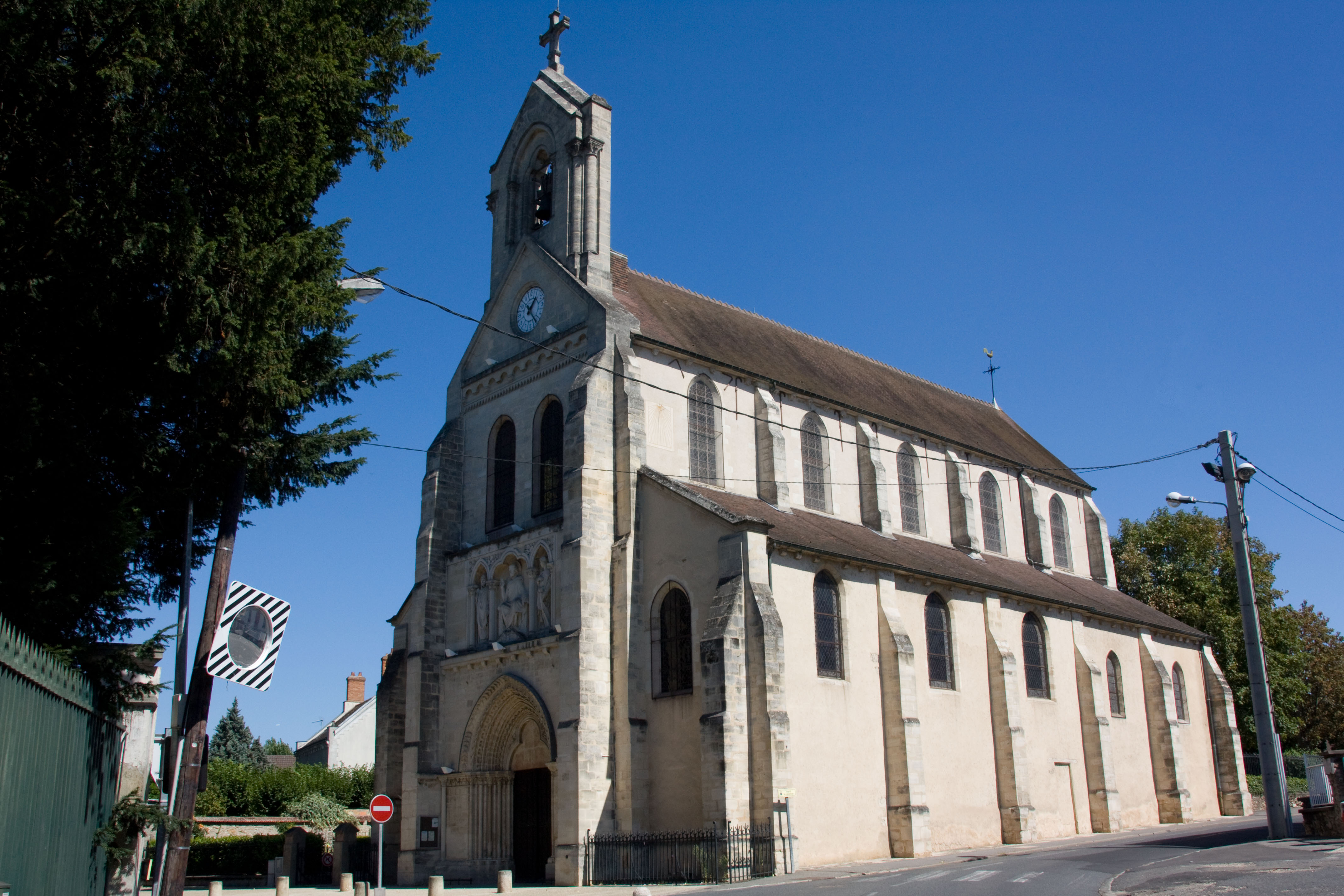
L'église Saint-Germain.

La paroisse catholique de Saint-Germain-lès-Corbeil est rattachée au secteur pastoral de Corbeil-Saint-Germain et au diocèse d'Évry-Corbeil-Essonnes. Elle dispose de l'église Saint-Germain.

### Médias
- L'hebdomadaire Le Républicain relate les informations locales.
- La commune est dans le bassin d'émission des chaînes de télévision France 3 Paris Île-de-France Centre, IDF1 et Téléssonne intégré à Télif.
- Le Magazine de la Municipalité : bulletin imprimé à parution trimestrielle diffusé gratuitement et téléchargeable sur le site internet de la ville[52].

## Économie

### Emplois, revenus et niveau de vie
En 2006, le revenu fiscal médian par ménage était de 26 898 €, ce qui plaçait la commune au 228e rang parmi les 30 687 communes de plus de cinquante ménages que compte le pays et au vingt-et-unième rang départemental.
| Répartition des emplois par catégories socioprofessionnelles en 2006. |              |                                           |                                                   |                            |                          |                           |
|                                                                       | Agriculteurs | Artisans, commerçants, chefs d’entreprise | Cadres et professions intellectuelles supérieures | Professions intermédiaires | Employés                 | Ouvriers                  |
| Saint-Germain-lès-Corbeil                                             | 0,0 %        | 7,7 %                                     | 17,6 %                                            | 25,8 %                     | 30,6 %                   | 12,9 %                    |
| Zone d’emploi d’Évry                                                  | 0,3 %        | 4,0 %                                     | 20,2 %                                            | 29,6 %                     | 28,2 %                   | 17,7 %                    |
| Moyenne nationale                                                     | 2,2 %        | 6,0 %                                     | 15,4 %                                            | 24,6 %                     | 28,7 %                   | 23,2 %                    |
| Répartition des emplois par secteurs d’activités en 2006.             |              |                                           |                                                   |                            |                          |                           |
|                                                                       | Agriculture  | Industrie                                 | Construction                                      | Commerce                   | Services aux entreprises | Services aux particuliers |
| Saint-Germain-lès-Corbeil                                             | 0,0 %        | 3,6 %                                     | 6,0 %                                             | 16,1 %                     | 9,8 %                    | 17,6 %                    |
| Zone d’emploi d’Évry                                                  | 0,9 %        | 13,5 %                                    | 5,4 %                                             | 14,6 %                     | 16,2 %                   | 6,9 %                     |
| Moyenne nationale                                                     | 3,5 %        | 15,2 %                                    | 6,4 %                                             | 13,3 %                     | 13,3 %                   | 7,6 %                     |
| Sources : Insee,                                                      |              |                                           |                                                   |                            |                          |                           |

## Culture locale et patrimoine

### Lieux et monuments
Les berges de la Seine et la forêt qui les borde ont été recensés au titre des espaces naturels sensibles par le conseil général de l'Essonne.
- Château de Saint-Germain-lès-Corbeil
- Église Saint-Vincent-Saint-Germain de Saint-Germain-lès-Corbeil :

Au VIe siècle, saint Germain, évêque de Paris, édifia un lieu de culte, aujourd'hui disparu, dédié à saint Vincent, martyr espagnol.
Au XIIe siècle, l'église actuelle est construite, dans un style de transition fin roman/début gothique. Elle prend le nom de Saint Germain - Saint Vincent. Son imposant clocher de 60 mètres de haut s'écroule en 1793 ; en 1835, un modeste clocheton est installé sur le pignon de la façade.
L'église est entièrement restaurée à la fin du XIXe siècle par la famille Darblay. En particulier, la façade, au-dessus du portail du XIIe siècle, ornée de statues modelées par Élias Robert et couronnée par le campanile actuel, est presque entièrement reconstruite.
L'ensemble des vitraux du XIIIe siècle de l'abside centrale constitue le trésor de l'église.
Ces vitraux sont classés aux Monuments historiques depuis 1908. Le vitrail le plus important, celui du centre, représente les principaux épisodes de la Passion du Christ ; la verrière de gauche illustre l'Arbre de Jessé (généalogie du Christ), celle de droite est relative à la vie de saint Germain.
Au sommet, la rosace représente l'Agneau pascal entouré de six médaillons dédiés à plusieurs saints martyrs.
Les pierres tombales, relevées et scellées sur les murs des bas-côtés, forment un ensemble d'un grand intérêt historique puisqu'elles concernent des anciens notables ou curés de la paroisse.

### Personnalités liées à la commune
Différents personnages publics sont nés, décédés ou ont vécu à Saint-Germain-lès-Corbeil :
- Aymé Stanislas Darblay (1794-1878), homme politique et homme d'affaires y est mort.
- René Leduc (1898-1968), ingénieur y est né.
- Florian Gazan (1968-), animateur de radio y vécut.

### Saint-Germain-lès-Corbeil dans les arts et la culture
Une bande dessinée écrit parGuy Pascal Onga'Ntsang et Alain Kojelé retrace le parcours de la ville de Saint-Germain-lès-Corbeil, au travers d'une famille polonaise, qui vient s'installer dans la commune où le père de famille vient occuper le poste de médecin-directeur du nouveau centre médical

### Héraldique
| Blason de Saint-Germain-lès-Corbeil | Blason  | D'azur à une tour sommée d'une Cocatrix essorant d'or, au chef de gueules à la mitre d'argent accostée des lettres S et G d'or. |
| Blason de Saint-Germain-lès-Corbeil | Détails | Les ornements extérieurs sont une couronne murale à trois tours. La couronne montre qu'il s'agit d'une ville et les lettres S et G sont signe de l'appartenance à Saint Germain, évêque de Paris (476-576). Le dragon (une cocatrix) à ne pas confondre avec un Basilic (mythologie) représente la famille Coquatrix et la tour rappelle le château. Le blason ici présenté n'est pas fidèle a l'original. La cocatrix ne ressemblant d'origine pas à cela. |